# Beffroi
Pour les articles homonymes, voir beffroi (homonymie).

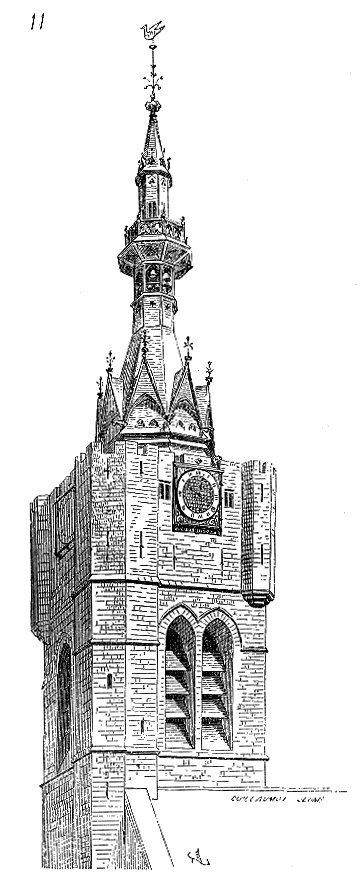
Dessin du beffroi de Béthune dans le Dictionnaire raisonné de l’architecture française du, de Viollet-le-Duc, 1854-1868, t. 2, p. 198.

Un beffroi est une tour à usage séculier, en Europe, le plus souvent communale, hébergeant originellement des cloches, mais ensuite aussi carillons, horloges ou même un phare aéronautique. Les beffrois peuvent être indépendants ou adjoints à un bâtiment public, tel un hôtel de ville. Au Moyen Âge, les beffrois symbolisent les libertés communales concédées par un suzerain qui peut le faire détruire en cas de punition. Rythmant la vie civile, ou servant à alerter la population, les beffrois ont ensuite continué à contribuer au rayonnement politique ou commercial des villes.

## Étymologie
Le mot « beffroi » est attesté à partir de 1155 sous la forme berfroi, au sens de « tour de bois mobile servant à approcher des remparts lors d'un siège » (Wace, Brut, Éditions I. Arnold, 5532 : « Dunc firent arbelastiers traire, Berfreiz lever, perrieres faire »), puis au XIIIe siècle au sens de « tour d'une ville contenant une cloche d'alarme » (Aymeri de Narbonne, Éditions L. Demaison, 315, dans T.-L. : « Ne les garra ne haut mur ne berfroi ») ; par extension, beffroy désigne la cloche elle-même (Villon, Testament, 1905, dans Œuvres, Éditions Longnon et Foulet : « Item, je vueil qu'on sonne a bransle le gros beffroy ») ; beiffroy signifie aussi au XVe siècle « charpente de moulin » (Arch. Nord, B 31, fol. 82, rodans IGLF Litt. : « On a entencion de faire faire ung nouvel beiffroy et autres ouvraiges de machonnerie au molin a blé a la Gorgue »).
Beffroi est peut-être issu d'un mot gallo-roman *BERFREDU, lui-même du vieux bas francique *bergfriþu, non attesté, restitué d'après le moyen néerlandais, berchvrede et le moyen haut allemand, bërcvrit / bërvrit, « tour de défense » (> allemand Bergfried, « donjon »). Ils remontent de manière ultime à l'étymon proto-germanique *bergafriþuz.
L'hypothèse d'un emprunt direct au moyen haut allemand ferait difficulté sur le plan phonétique, c'est pourquoi une autre étymologie par un hypothétique *bis-fridare composé du préfixe péjoratif bes-, ber-, sur le modèle de ex-fridare (« effrayer »), d'où *berfreer, d'où berfroi littéralement « effroi, cloche servant à donner l'alarme, », bien qu'aucune source ne fasse état d'un tel verbe.

## Historique
Dans les villes du Moyen Âge, le beffroi est le symbole des libertés communales obtenues du suzerain. Sa tour abrite la cloche du ban ou « bancloque », symbole de pouvoir destiné à appeler le peuple aux délibérations communales, aux exécutions capitales ou à signaler l'approche d'un ennemi. Les chartes communales, qui confirment par écrit l'étendue des libertés et l'engagement du suzerain à les respecter, y sont conservées en lieu sûr.
À partir du XIe siècle, les communes libres font élever des beffrois. Après l'obtention de leurs seigneurs du droit de s'administrer elles-mêmes par des chartes, l'érection de tels monuments marque leur autonomie et leur puissance. De plus, une horloge sonnant les heures symbolise un changement dans le découpage du temps. Auparavant, la journée était rythmée par les huit heures canoniales sonnées par les clochers des églises et des monastères : matines, nones, vêpres, etc. Le temps que marquaient ces sonneries était un temps divin. Avec l'avènement de la bourgeoisie urbaine, la construction d'un beffroi sonnant les heures marque le passage à un temps profane, consacré au commerce ou à l'annonce d'un danger ou d'une alerte à destination des habitants de la commune.

## Construction des beffrois
Construits entre le XIe et le XVIIe siècle, leur style architectural est roman, gothique, Renaissance et baroque. Le plus ancien beffroi de France est celui de Millau, construit au XIIe siècle, mais il n'a eu un rôle communal qu'au XVIIe siècle. Celui de Poitiers a été construit en 1199, suivi par le beffroi d'Abbeville construit en 1209, à l'initiative du comte de Ponthieu.
Les villes de Belgique et du nord de la France sont célèbres pour leurs beffrois.
Le plus ancien de Belgique est le beffroi de Tournai, lui aussi construit au XIIe siècle.
Dans le nord de la France et en Belgique, les beffrois continueront d'être construits du Moyen Âge jusqu'au XXe siècle.

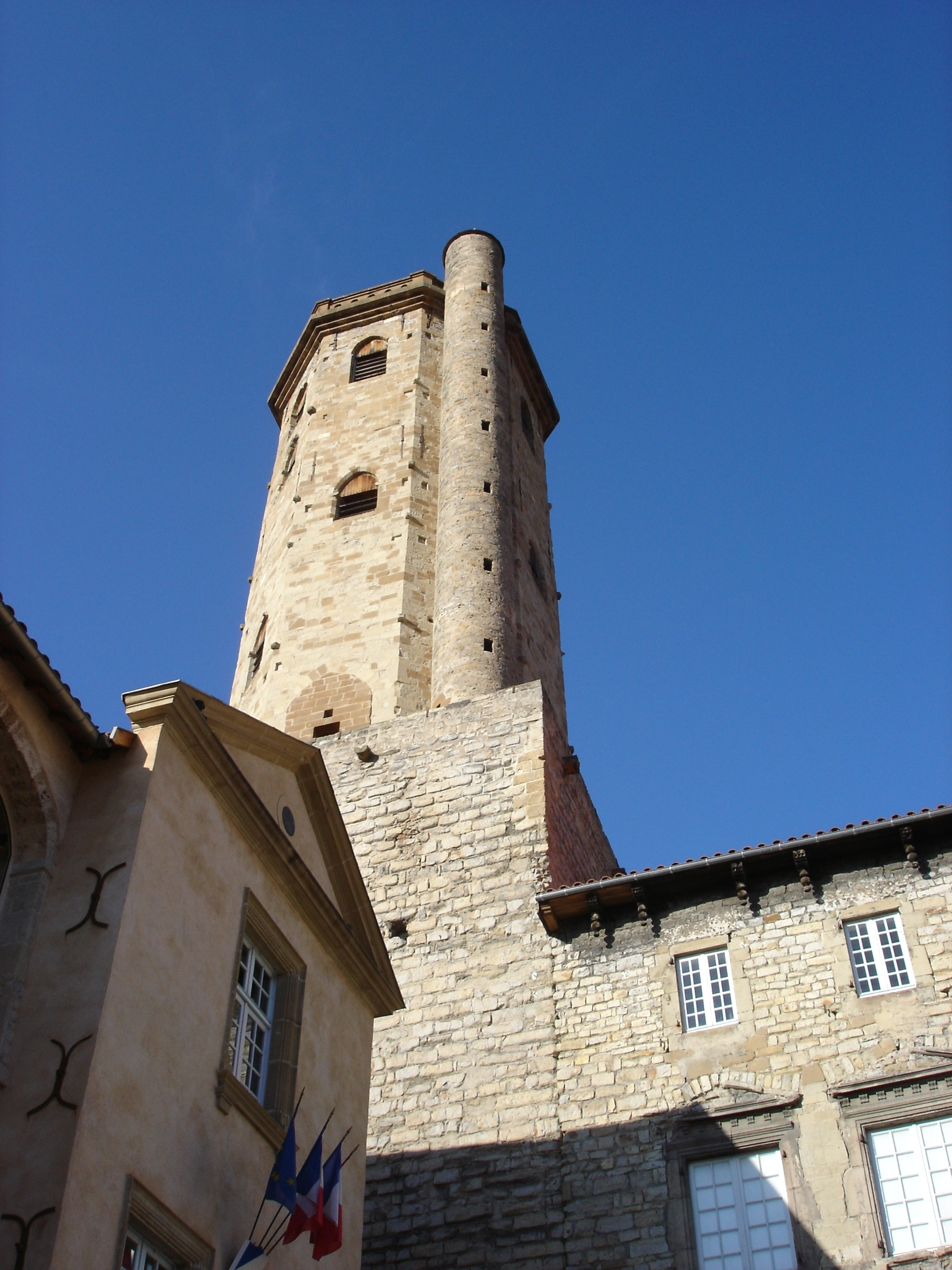
Beffroi de Millau, France, XIIe siècle.
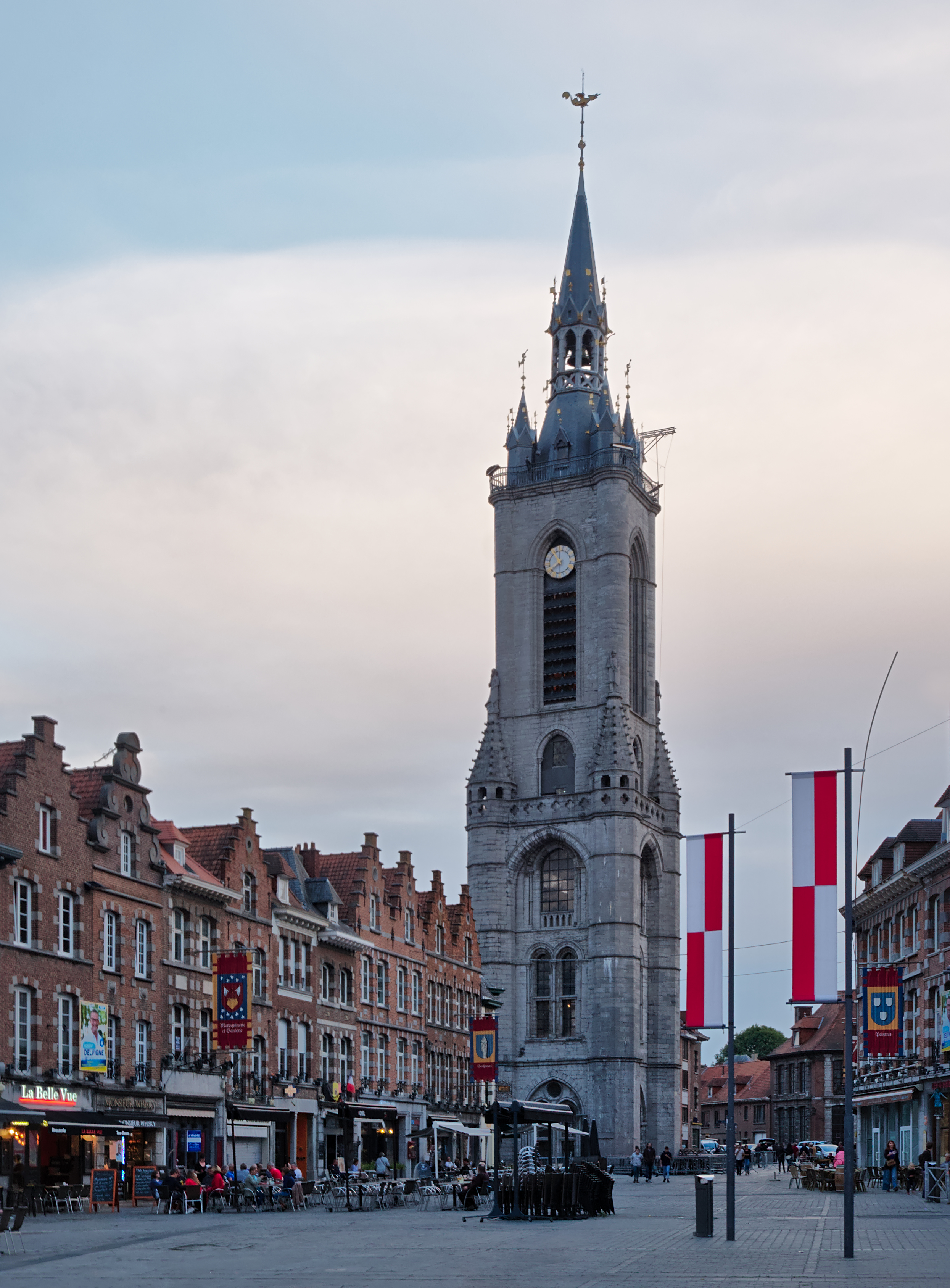
Beffroi de Tournai, Belgique, XIIe siècle.
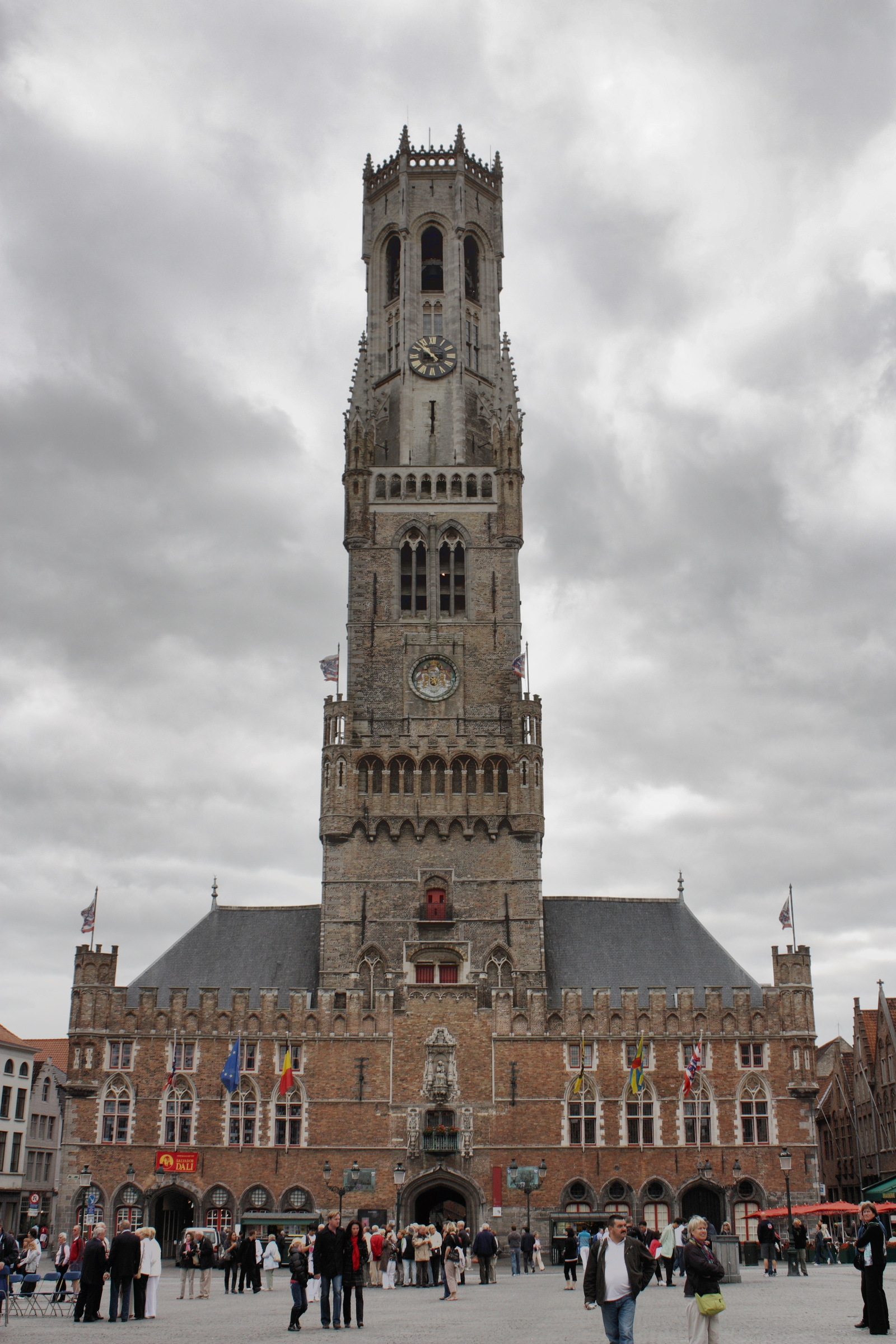
Beffroi de Bruges, Belgique, XIIIe siècle.
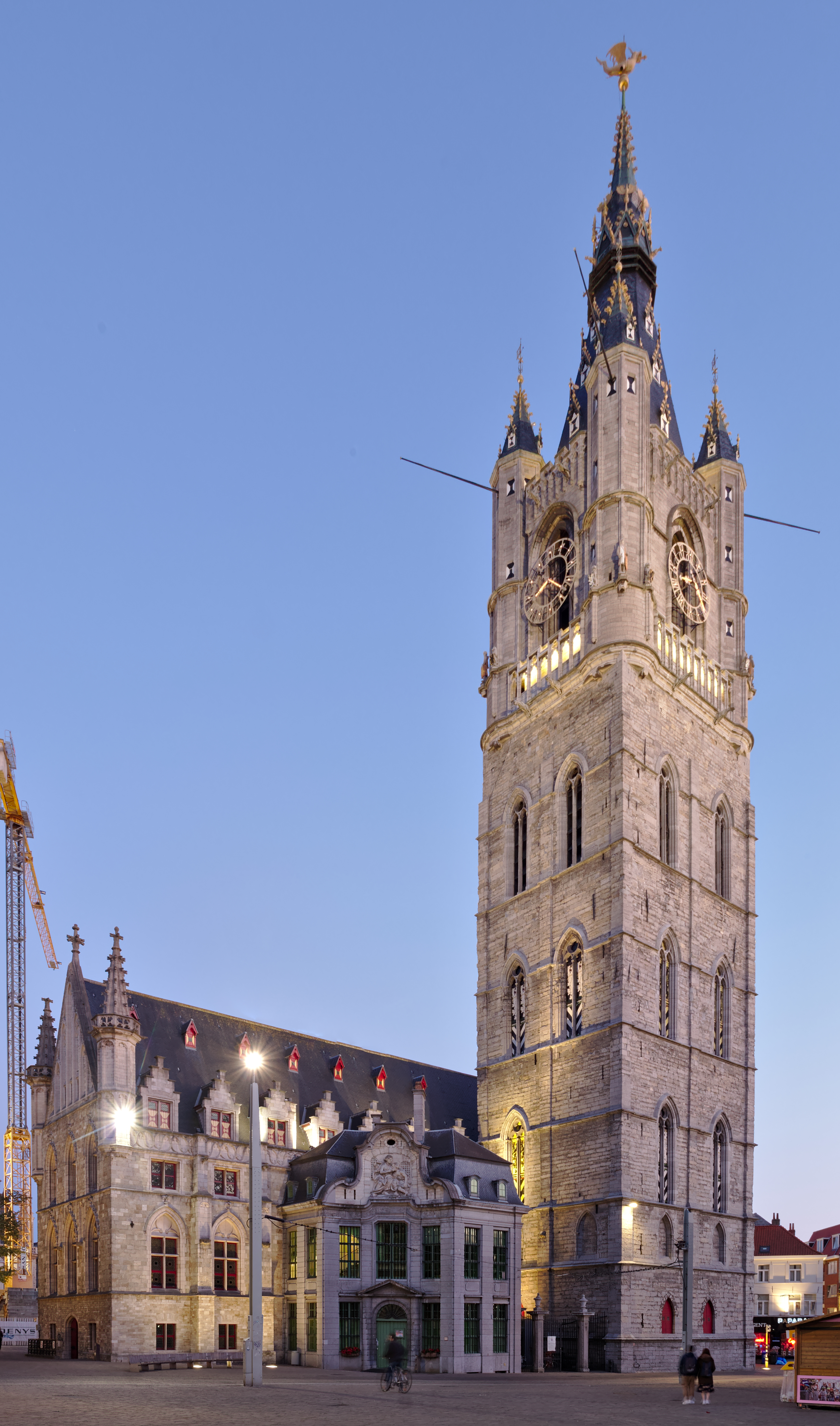
Beffroi de Gand, Belgique, XIVe siècle.
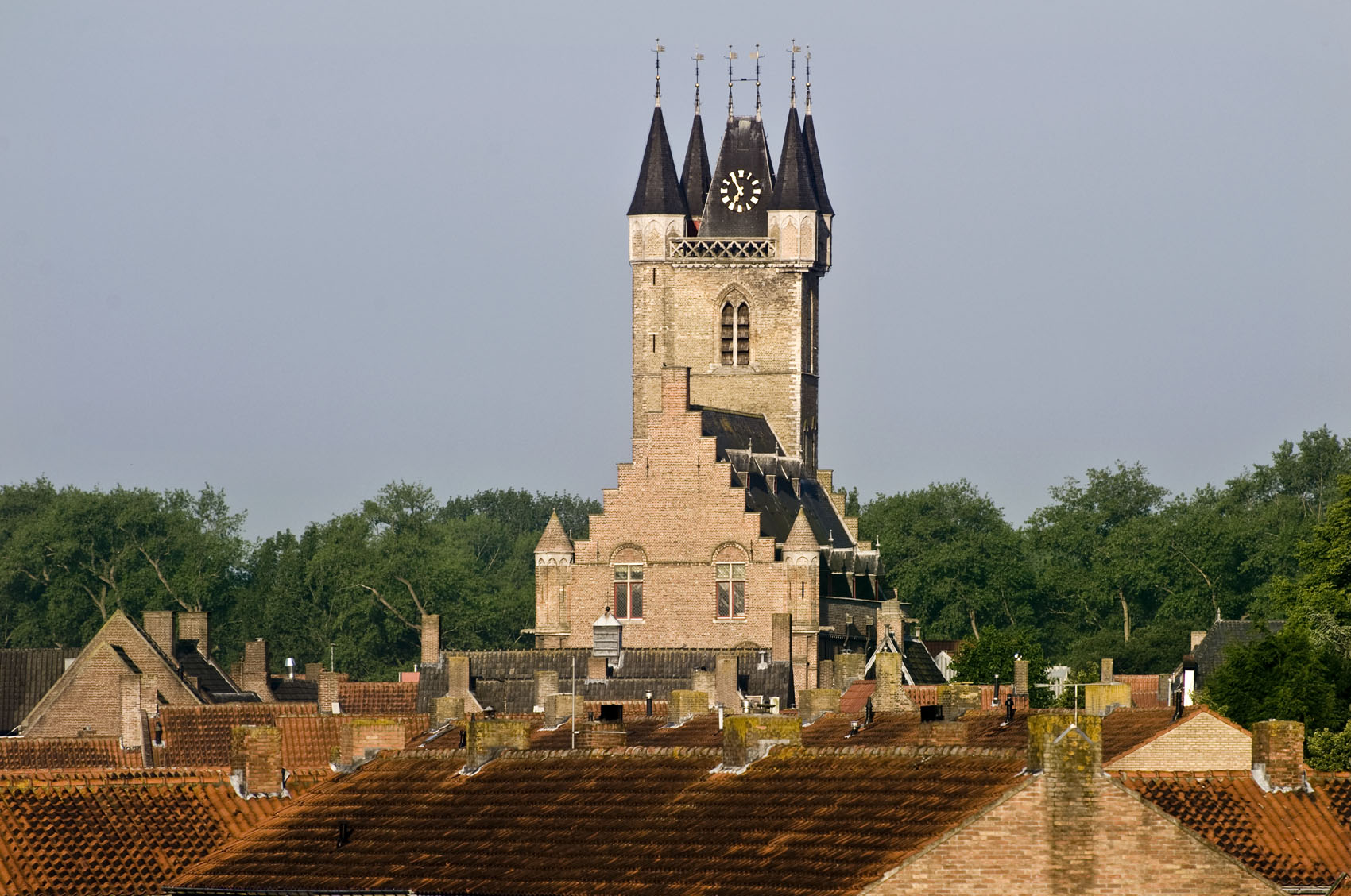
Beffroi de L'Écluse, Pays-Bas, XIVe siècle.
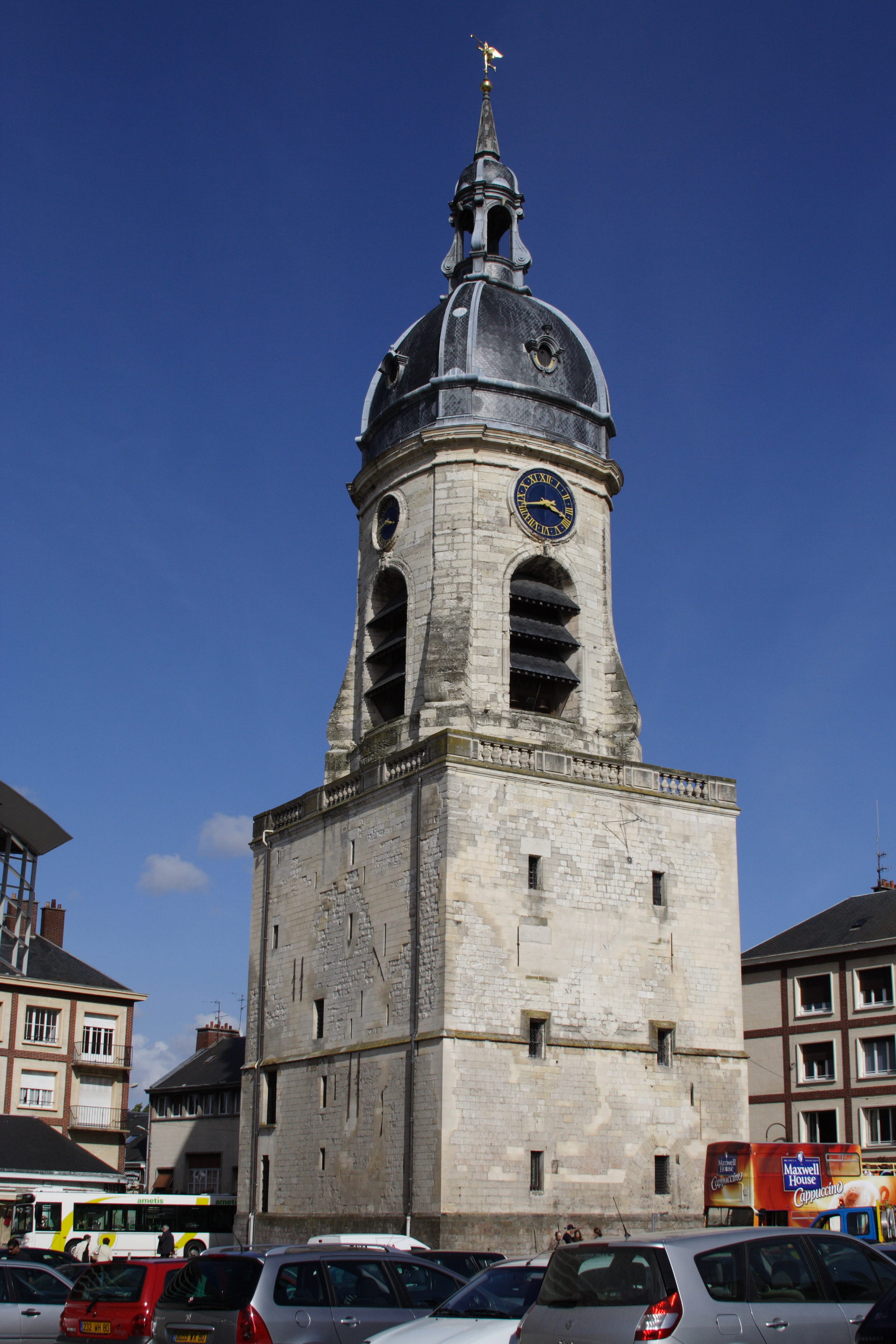
Beffroi d'Amiens, France, XVe siècle.
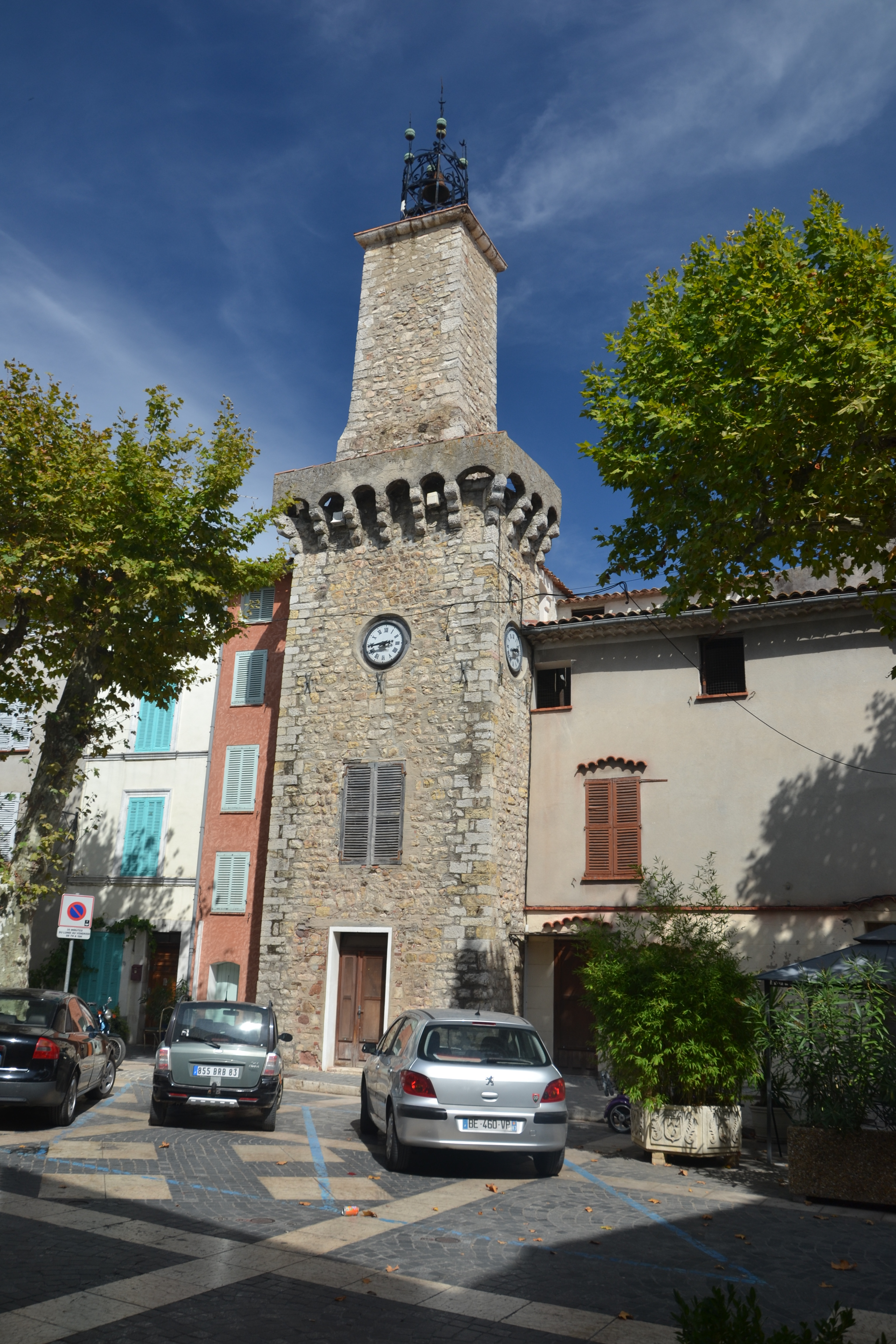
Le beffroi de Pignans (Var), France, XVIIe siècle.
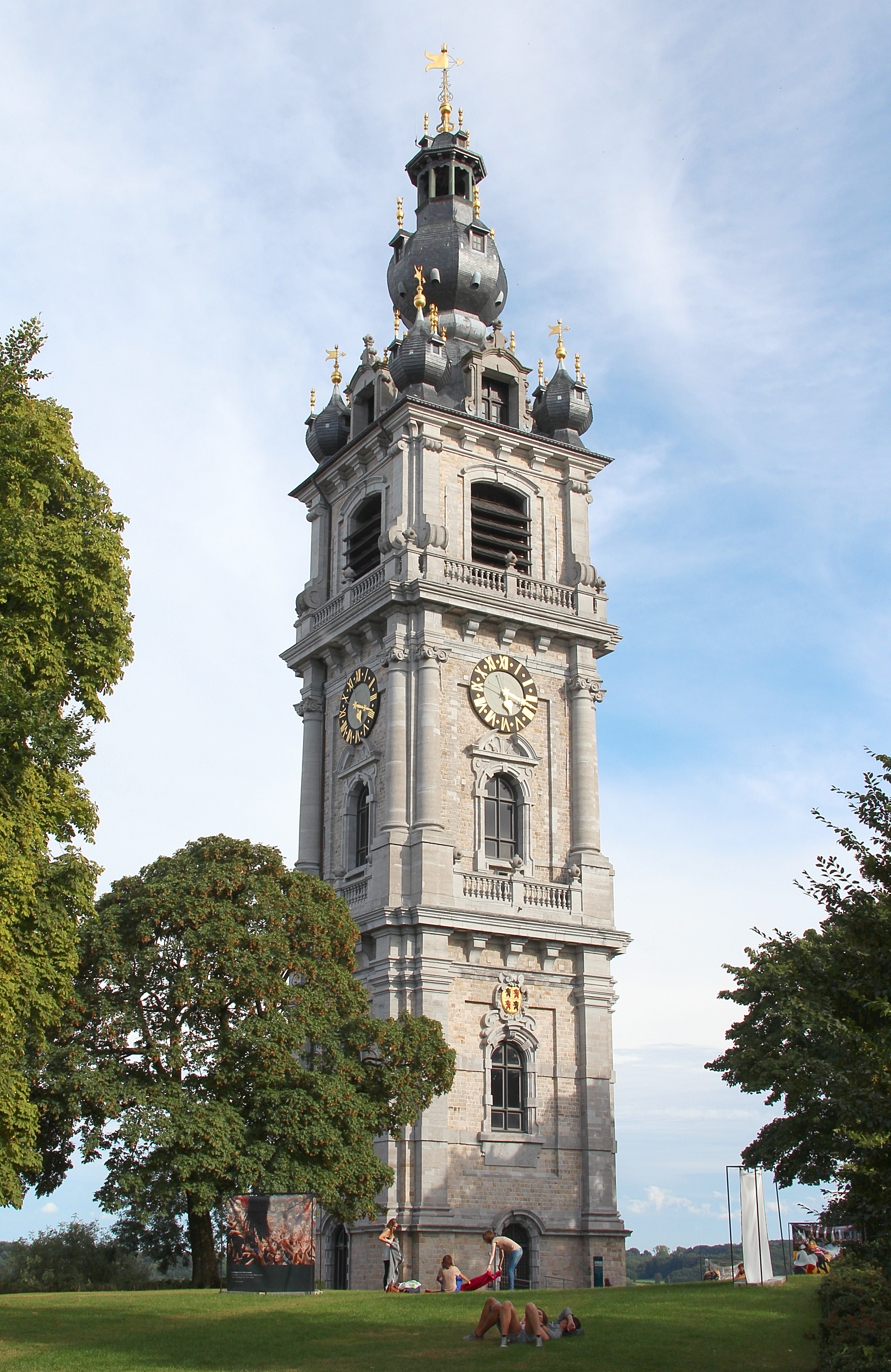
Beffroi de Mons, Belgique, XVIIe siècle.
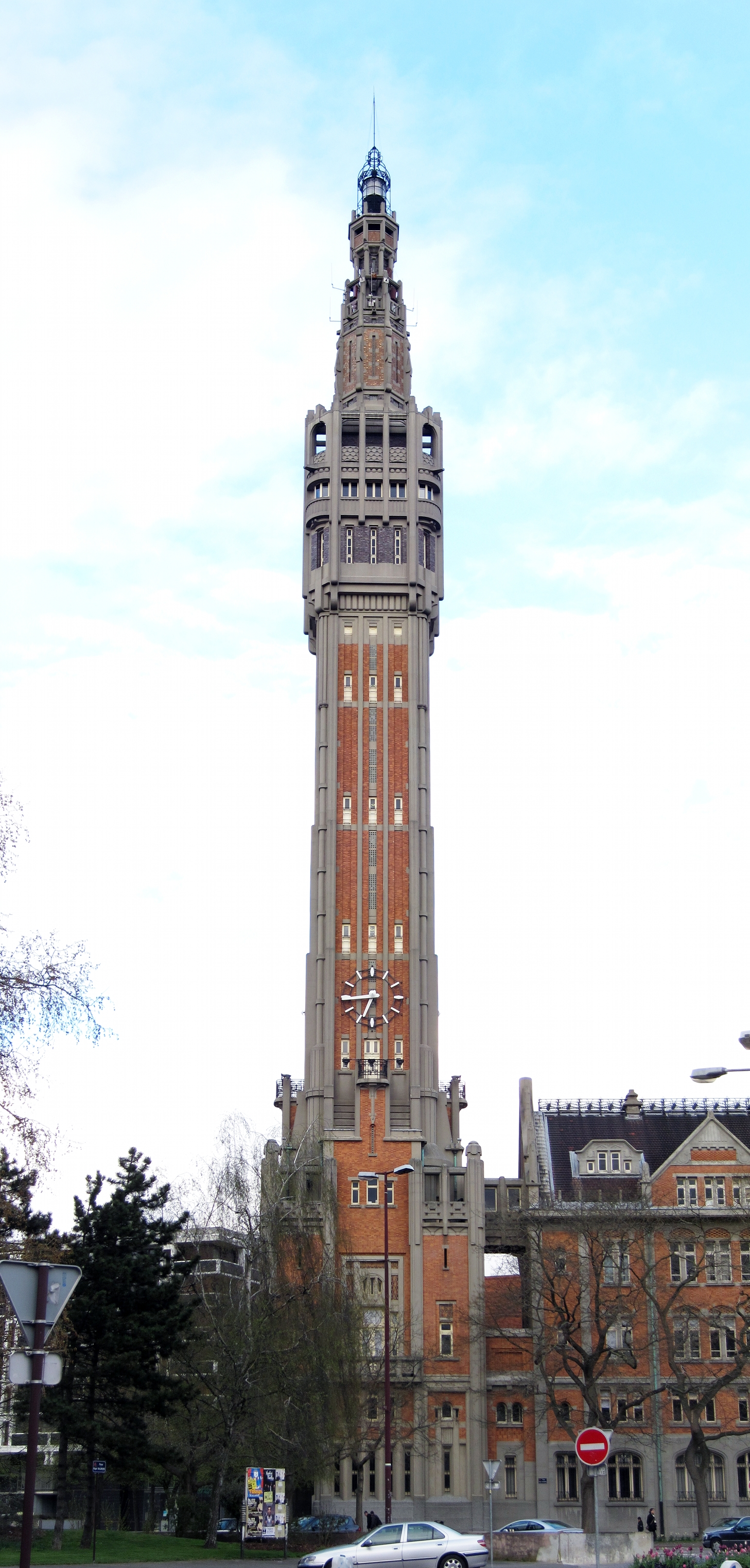
Beffroi de Lille, France, XXe siècle .
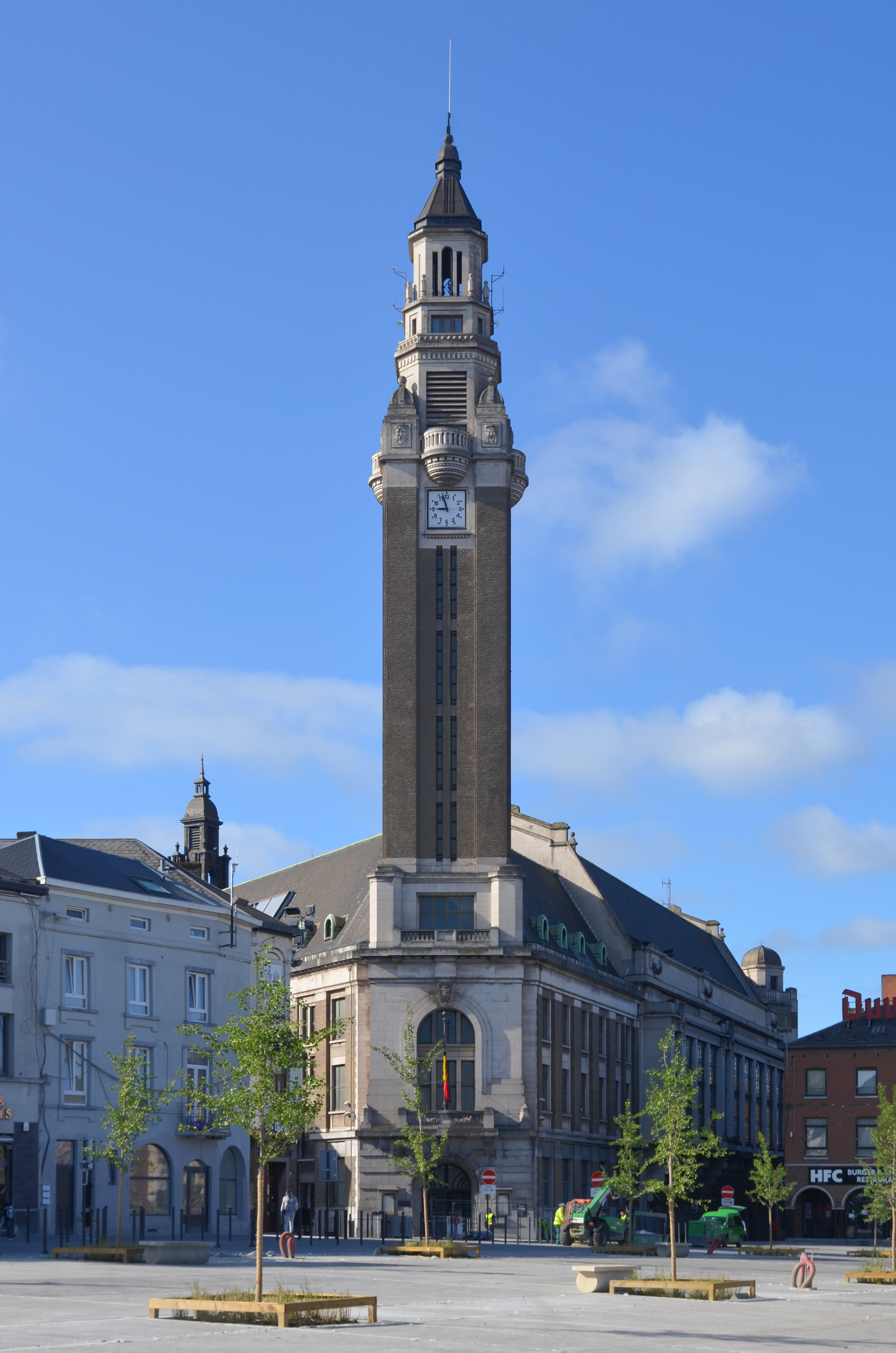
Beffroi de Charleroi, Belgique, XXe siècle .
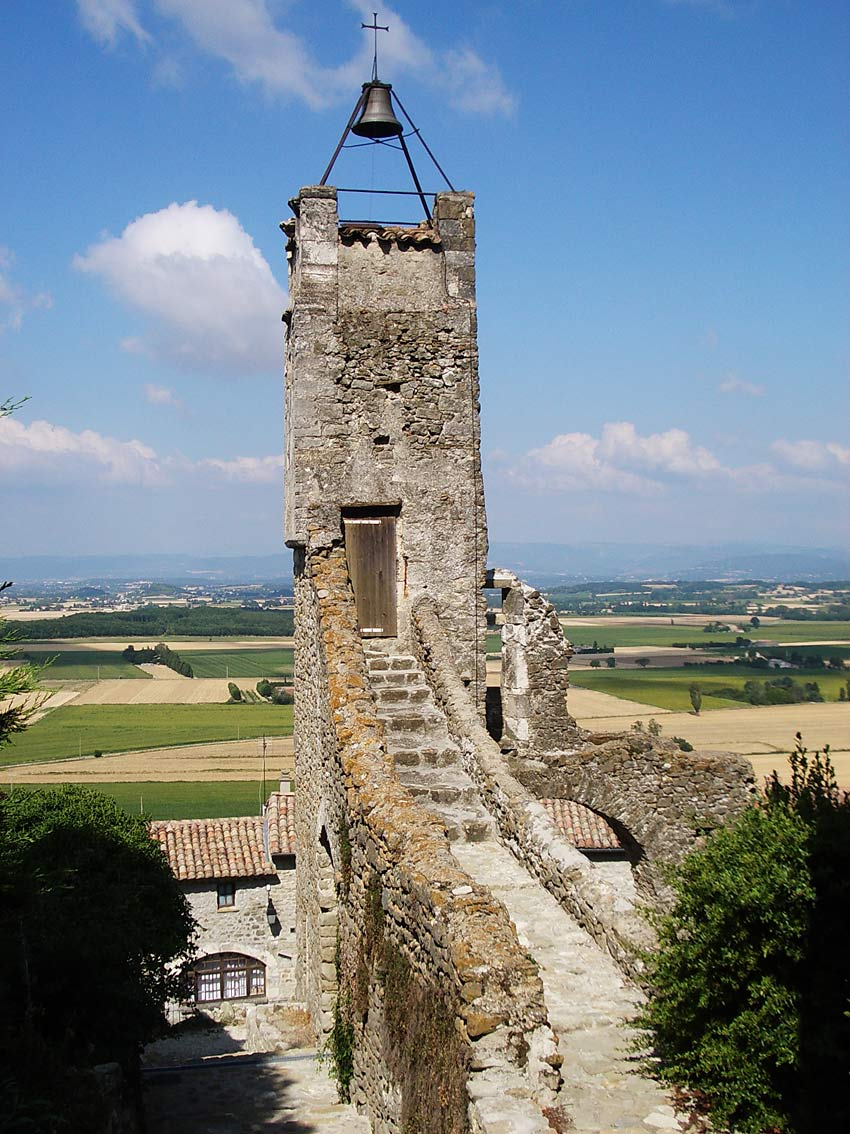
Le beffroi de Châteauneuf-de-Mazenc
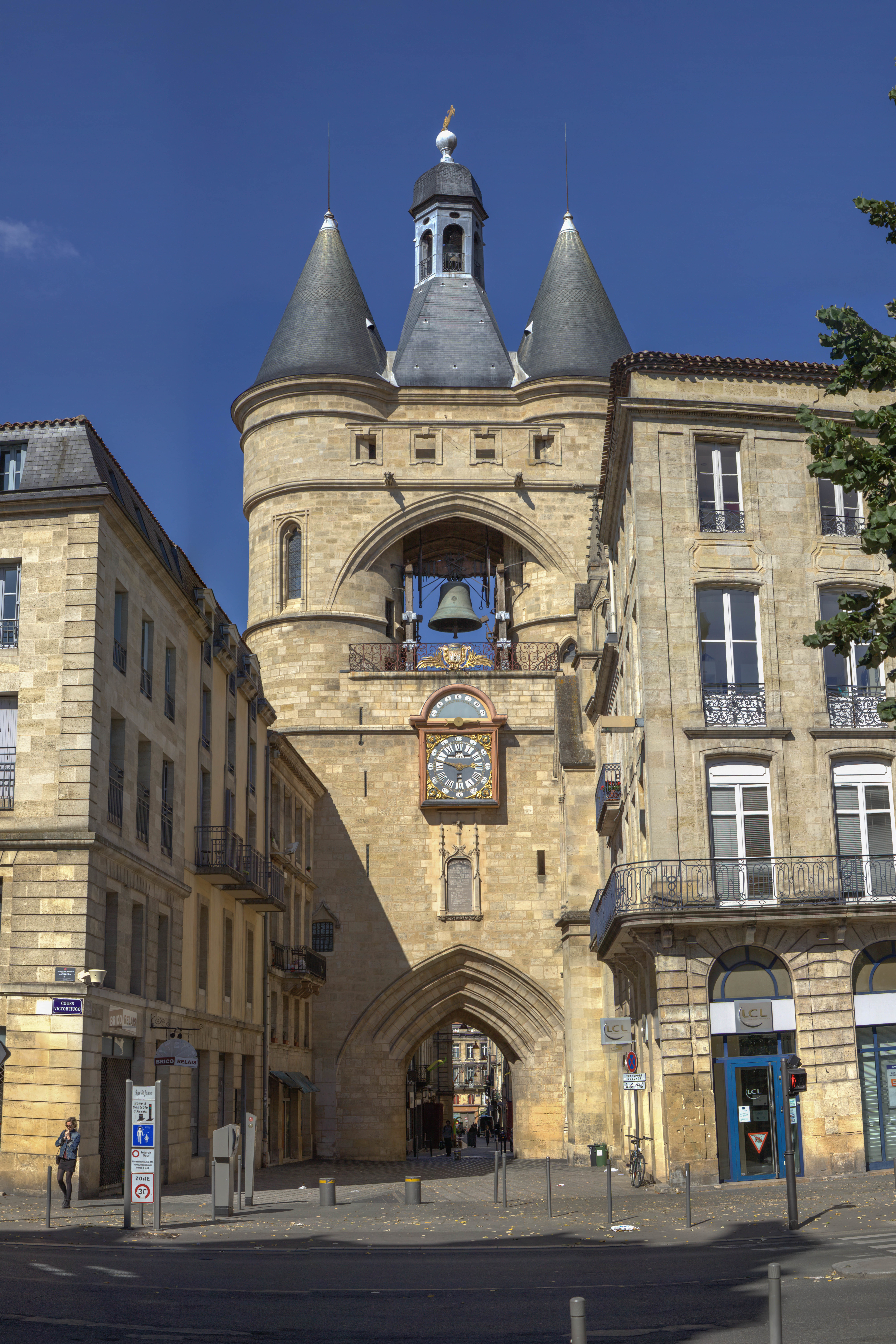
Grosse cloche, ancien beffroi de Bordeaux, XVe siècle.
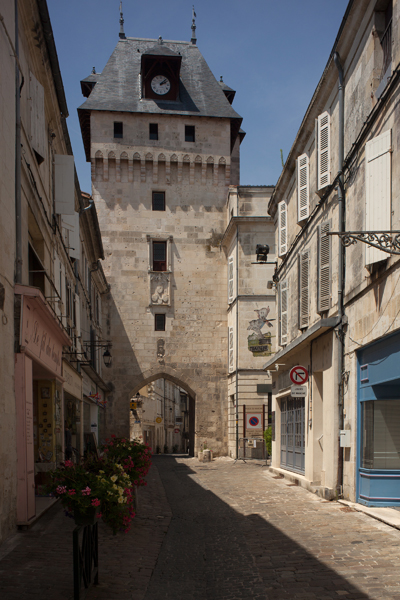
La Tour de l'Horloge, ancien beffroi de Saint-Jean-d'Angély, XIIIe siècle.
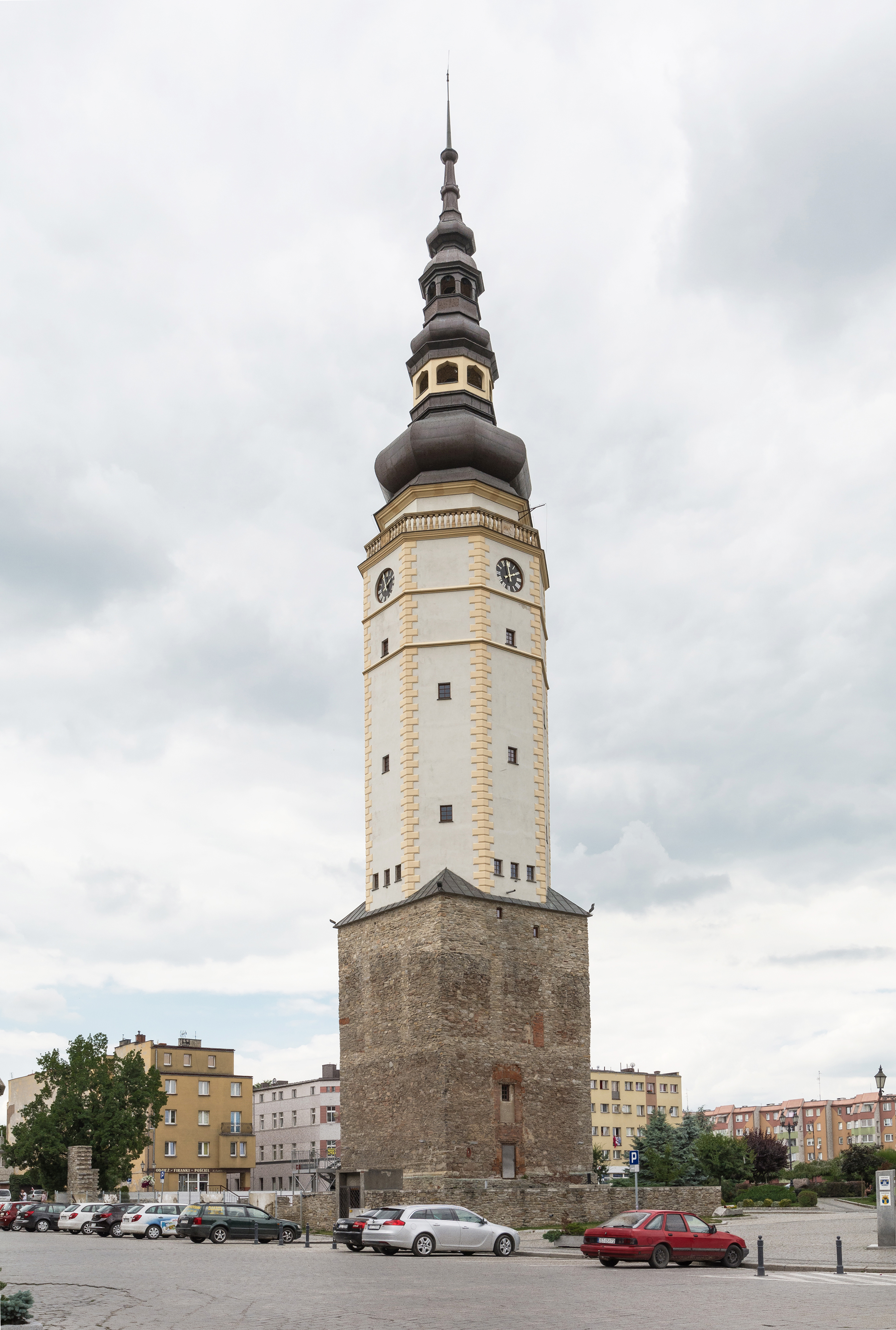
La tour de l'hôtel de ville de Strzelin en Pologne, reconstruite en 2010-2011.

## Patrimoine culturel
Dans certaines villes, des victuailles ou des objets sont lancés du beffroi à la foule massée à son pied lors d'une fête. Il s'agit souvent de traditions anciennes, interrompues puis remises à l'honneur. À Comines, la foule se dispute de grosses cuillers en bois nommées « louches ». À Armentières, les spectateurs attrapent de petits biscuits appelés « nieulles ». À Tournai, ce sont de petites pâtisseries en forme de bonshommes appelées « pichous ». Au carnaval de Dunkerque, on jette des harengs fumés. À Ypres, si la tradition voulait jadis qu'on lance des chats vivants, actuellement on se contente de lancer des chats en peluche.
Les beffrois de Belgique et de France ont été inscrits sur la Liste du patrimoine mondial de l'UNESCO en 1999 et 2005.